# Nyota Uhura
Nyota Uhura est un personnage de l'univers de fiction de Star Trek, et plus particulièrement de la série originale, interprété par Nichelle Nichols. Dans les films sortis depuis 2009, elle est interprétée par Zoe Saldaña. Dans la série télévisée Star Trek: Strange New Worlds, le rôle est repris par Celia Rose Gooding (en).

## Biographie fictive
Nyota Uhura est née sur Terre en 2239 ; son nom signifie « liberté » en swahili. 
En 2266 elle sert à bord de l'USS Enterprise en qualité de lieutenant durant la mission de cinq ans de la série originale. Elle est l'officier chargé des communications à bord du vaisseau. 
Sa présence sur la passerelle est symboliquement importante. Elle est en effet une femme avec de hautes responsabilités sur un vaisseau spatial, fleuron de la flotte de Starfleet. De plus, cette femme est noire, ce qui est vraiment de la science-fiction aux États-Unis où Noirs et Blancs ne s'assoient pas à la même place dans un bus. L'un des épisodes qui choqua le plus les États-Unis fut celui où James Kirk et Uhura s'embrassent, il s'agissait d'une première à l'écran (Les Descendants - Plato's Stepchildren). 
Uhura possède plusieurs talents cachés dont le chant et la musique. Beyond Antares est l'un de ses succès. 
À l'issue de la mission de cinq ans de la série originale, elle rejoint le Starfleet Command sur Terre et donne des conférences et des séminaires à l'Académie de Starfleet. Elle est toutefois toujours prête à épauler le capitaine Kirk pour de nouvelles aventures.

## Anecdotes
- On découvre, dans Charlie X, les talents de chanteuse d'Uhura.
- Elle parle le swahili (Ils étaient des millions - Man Trap).
- Au cours du temps, son nom se complète et devient « Nyota Upende Uhura », les trois mots signifiant en swahili « étoile-aime-liberté ».
- Elle participe, avec le capitaine Kirk, à l'un des premiers baisers interraciaux à la télévision américaine.

## Œuvres dans lesquelles le personnage apparaît

### Télévision
- 1966-1969 : Star Trek : interprétée par Nichelle Nichols
- 1973 : Star Trek (Star Trek: The Animated Series) (série d'animation) : doublée par Nichelle Nichols en anglais et par Anne Caron en français
- 2001 : Les Simpson (The Simpsons) - Saison 12, épisode 19 Le Miracle de Maude : doublée en anglais par Tress MacNeille
- 2004-aujourd'hui : Star Trek: New Voyages (série créée par des fans) : interprétée par Kim Stinger
- 2007 : Star Trek: Of Gods and Men (en) (web-série créée par des fans et sortie en vidéo) : interprétée par Nichelle Nichols
- 2022 : Star Trek: Strange New Worlds, interprétée par Celia Rose Gooding

### Cinéma
- 1973 : Turkish Star Trek (Turist Ömer Uzay Yolunda) (film parodique turc non officiel) : interprétée par Füsun Olgaç
- 1979  : Star Trek, le film (Star Trek: The Motion Picture) de Robert Wise : interprétée par Nichelle Nichols
- 1982 : Star Trek 2 : La Colère de Khan (Star Trek II: The Wrath of Khan) de Nicholas Meyer : interprétée par Nichelle Nichols
- 1984 : Star Trek 3 : À la recherche de Spock (Star Trek III: The Search for Spock) de Leonard Nimoy
- 1986 : Star Trek 4 : Retour sur Terre (Star Trek IV: The Voyage Home) de Leonard Nimoy : interprétée par Nichelle Nichols
- 1989 : Star Trek 5 : L'Ultime Frontière (Star Trek V: The Final Frontier) de William Shatner : interprétée par Nichelle Nichols
- 1991 : Star Trek Adventure (court-métrage) : interprétée par Nichelle Nichols
- 1991 : Star Trek 6 : Terre inconnue (Star Trek VI : The Undiscovered Country) de Nicholas Meyer : interprétée par Nichelle Nichols
- 1994 : Star Wreck II: The Old Shit (court-métrage parodique finlandais) de Samuli Torssonen : interprétée par Samuli Torssonen
- 1994 : Star Wreck III: The Wrath of the Romuclans (court-métrage parodique finlandais) de Samuli Torssonen : interprétée par Samuli Torssonen
- 1996 : Von Wolken, Frauen und Klingonen (court-métrage parodique allemand) de Philipp Scharrenberg : interprétée par Raphaele Kunsmann-Faur
- 2009 : Star Trek de J. J. Abrams : interprétée par Zoe Saldaña
- 2013 : Star Trek Into Darkness de J. J. Abrams : interprétée par Zoe Saldana
- 2016 : Star Trek : Sans limites de Justin Lin : interprétée par Zoe Saldana